# 榭赫倫實驗

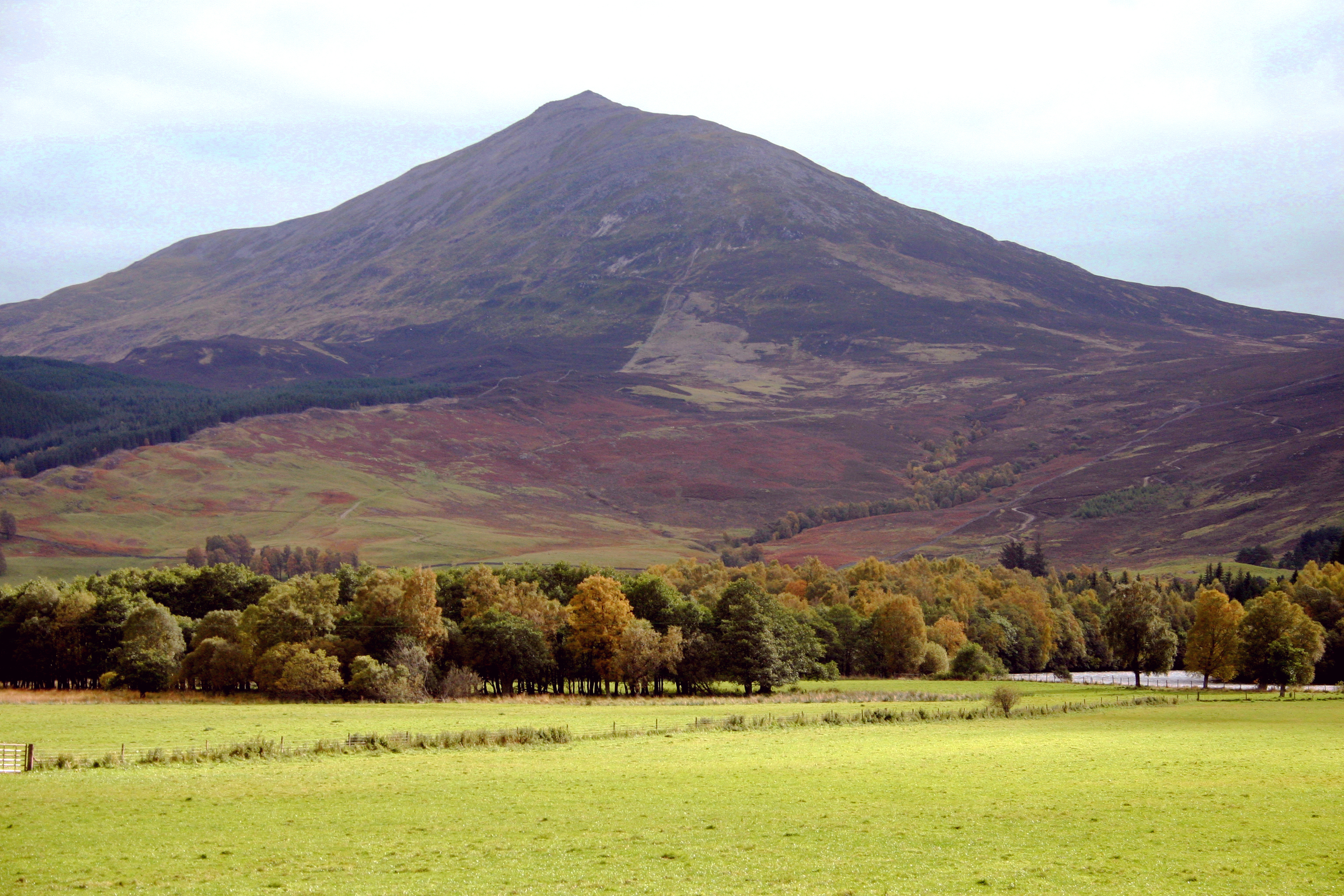
榭赫倫山的偏遠位置與對稱山形對實驗很有利

榭赫倫實驗（英語：Schiehallion Experiment）是十八世紀中，一次測量地球平均密度的實驗。这次實驗的資金由皇家學會提供，而主實驗是在1774年夏季，於蘇格蘭珀斯郡（今珀斯-金羅斯）的榭赫倫山(Schiehallion)附近進行。這項實驗的主要用具是擺，藉由附近的山會對擺產生重力吸引的現象，於是當擺運動時，靠近山的一邊會有微小的偏角，也正為實驗所求。實驗中擺角偏移的大小，取決於地球與山的相對密度和體積；因此，若可以確定榭赫倫山的密度，那麼，其結果便能確定地球的密度。由於當時已經確定太陽系中各天體（行星、它們的衛星和太陽）的密度相對比值，所以只要知道地球的密度，科學家們就能估計出太陽系內各天體的密度近似值。於是，這項實驗產生了第一組天體密度數值。
雖然艾薩克·牛頓在以前曾考慮過同樣的實驗，以展示他的萬有引力定律，但最終由於測量困難的原因而決定放棄。然而，以當時的皇家天文學家內維爾·馬斯基林為首的一隊科學家，卻認為這樣的效應是可以測量的，並計劃進行這一個實驗。而促成這次實驗的一個原因是，在勘測梅森-狄克森線（美國賓夕法尼亞州、馬利蘭州、特拉華州與西維吉尼亞州間的一段邊界）時所注意到的單向偏倚。經過對候選山頭的初步調查，調查顯示榭赫倫山是進行實驗的理想地點，因為它擁有偏遠的位置與近乎對稱的山形。此外這個實驗還有另一項貢獻，就是實驗者首度使用了等高線來簡化勘測山的過程，即使現在製作地圖還是會用到這種表示方式。

## 背景
在對稱的引力場中，擺在靜止時會垂直向下。然而，如果附近有其他大質量的物體（例如一座山），那麼它的吸引力就會把擺的鉛錘，向它那邊拉過去，這樣擺就會稍微偏離垂直。而由某已知物體（例如恆星）所造成的鉛垂線角度偏移，則可以通過在山兩邊的各組對點上，對擺進行仔細的測量得出。通過判定山的體積，及估算山石的平均密度，這樣就能夠獨立地得出山的質量，再加上在那座山多處的偏角測量值，就能通過外推得出地球的平均密度，然後再使用平均密度來算出地球的質量。
艾薩克·牛頓在《自然哲學的數學原理》一書中，曾考慮過這個效應，但卻悲觀地認為，地球上任何山所造成的偏角都太小，而難以測量。他寫道，引力效應只能在行星的大小尺度下才看得到。然而牛頓的悲觀是沒有根據的：雖然他的計算指出，偏角會小於2角分（對象是一座三英哩高的理想山），但是這個角度，儘管很小，還是在當時儀器的理論測量範圍之內。
任何一個測試牛頓萬有引力定律的實驗都有兩個作用：一、為該定律提供證據；二、為地球的質量與密度提供近似值。而對於天文物體的質量，由於已知的只有各天體間的相對質量比，所以只要知道地球質量的大小，就能知道其他天體質量的合理數值，這些天體包括行星、它們的衛星，還有太陽。雖然這項實驗的數據也能用於計算萬有引力常數G 的大小，但是這不是當時實驗者的目標；而G 最早的參考數值，則要再等幾乎一百年，才出現在科學文獻中。

## 尋找合适山体

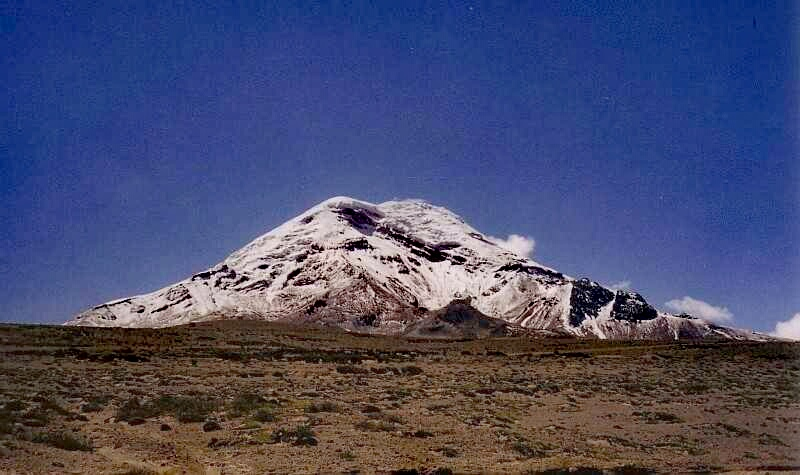
欽博拉索山，1738年法國人實驗的對象。

### 1738年，欽博拉索山
一對法國天文學家，皮埃爾·布格（Pierre Bouguer）和夏爾·瑪麗·德·拉·孔達米納（Charles Marie de La Contamine），是最早進行這項實驗的人，而他們在1738年的實驗地為厄瓜多爾一的欽博拉索山，山高6,268米。當時他們的探險隊，為了測量一度緯度內的子午線弧長，而在1738年離開了法國，前往赤道上的南美洲，但是他們卻乘機進行了這項偏移實驗。1738年12月，他們在非常困難的地形和氣候下，於海拔4,680米和4,340米的地方，進行了兩次測量。布格在1749年的一份論文上說他們量度到8角秒的偏移，但是他卻有意低估了這次結果的重要性，還說這項實驗應該在條件較好英國或法國進行。他還補充說，這次實驗最少證明了，地球不可能是空殼。當時有思想家認為地球可能是空的，當中包括了愛德蒙·哈雷。

### 1774年，榭赫倫山

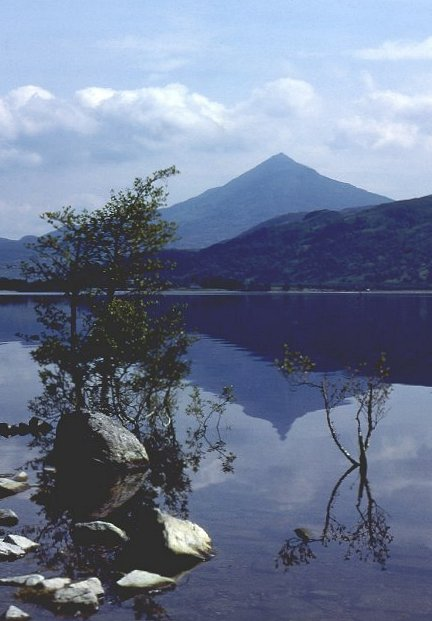
從蘭洛克湖望過去，可見榭赫倫山對稱的山脊。

當時的皇家天文學家內維爾·馬斯基林於1772年向皇家學會提出，應該再多進行一次這項實驗。他還說這實驗會“為進行它的國家帶來榮耀”，更提出兩處適合的實驗地：約克郡的渾塞德峰（Whernside），及坎伯蘭的布倫卡思拉-斯克道（Blencathra-Skiddaw）古地塊。為此，皇家學會組成了引力委員會，來考慮這件事，委員包括馬斯基林、約瑟夫·班克斯和本傑明·富蘭克林。為了找到一座適合實驗的山，於是委員會派遣天文學家兼測量學家查理斯·梅森二去進行調查。
經過1773年夏季的漫長搜尋後，梅森回報說最佳的候選地是榭赫倫山（Schiehallion，當時寫法為Schehallien），它位處蘇格蘭高地的中央，在泰湖與蘭洛湖（Loch Rannoch）之間，山高1,083米。山的聳立之處看起來像被其他山孤立，而且附近的山離它都不太近，這樣它們對實驗的引力影響會較低，加上榭赫倫山的山脊東西對稱，這樣會簡化計算。還有它陡峭的南北山脊離山的重心很近，這樣會使偏移最大化。
然而，梅森拒絕以每天一堅尼的工資，自己執行是次實驗。於是這個任務就落在馬斯基林的手中，因此他被批准暫時卸下皇家天文學家的職務。為了執行這次任務，他有兩名副手，數學家兼測量學家查理斯·赫頓（Charles Hutton），和任職於皇家格林尼治天文台的數學家魯賓·巴羅（Reuben Burrow）。另外還僱有一隊勞工，負責興建天文學家的觀測站，和協助勘測。科學隊伍的配備齊全且精良：包括30厘米的黃銅象限儀，1769年庫克船長出航觀測金星凌日時就有帶它；3米長的天頂儀，還有一座準確的擺鐘，用於為天文觀測所需的時間測定。為了勘測山體，他們還取得了經緯儀、甘特鏈和一對氣壓計，用於量度海拔。而且當時，皇家學會能夠為實驗提供豐厚的撥款，因為英皇將之前考察金星凌日的撥款餘額，交付了給學會。

## 測量

### 天文

圖中，Z為通過天體測量學所得的真天頂，Z則為由鉛垂確定的視天頂，而實驗要測量的偏角就兩者間的差。

為了這項實驗，團隊在山的南北麓各興建了一所觀測站，還興建了一座簡陋的小屋，作裝備儲藏及科學家住宿之用三。而大部份勞工則住在用帆布搭建的帳篷中。最早進行的是馬斯基林的天文測量。為了實驗，他必須測定出鉛垂的天頂距離，這個測量需要利用天上的一組星，而在量度時星必須通過正南線。由於起霧和下雨的關係，所以天氣狀況並不理想。然而，馬斯基林還是在南觀測站，成功向某方向的34顆星作了76次測量，還有向另一方向的39顆星作了93次。之後，他到了北觀測站，再向一組32顆星作了68次測量，又向另一組37顆星作了100次。他在測量時把天頂儀的平面朝向東方，然後轉往西方再測量，這樣他成功地避開了儀器小口徑化所帶來的系統誤差。
為了判定山所造成的偏移，有必要考慮地球表面的彎曲：當緯度不同時，當地的觀測者會發現天頂的位置不同，其偏移角度與緯度變化的度數一致。另外觀測時還會遇上各種不同的效應，例如進動、光行差和章動，在考慮過這些效應之後，馬斯基林指出，榭赫倫山南與山北的可見天頂，兩者間的偏角為54.6角秒。之後，勘測隊伍交上了他們對南北觀測站緯度差的結果，為42.94角秒，於是馬斯基林把這個數值和他的天頂偏角值相減，再將數值按他的測量準確度整數化，他宣佈南北兩地的鉛垂偏角和為11.6角秒。
馬斯基林將他的初步結果發表於1775年的《自然科學會報》，當中他用了初測時的山形數據，以及用這組數據推算出的重心位置。根據這組數據，馬斯基林認為，假如榭赫倫山的平均密度與地球一样，那麼鉛垂偏角應為20.9角秒。由於實驗結果約為上述角度的一半，所以馬斯基林能初步宣佈，地球的平均密度約為榭赫倫山的兩倍。更準確的結果，需要等到勘測過程完工後才會有。
此外，馬斯基林還乘機指出，榭赫倫山表現出引力，因此所有山都有引力；而且牛頓的引力反平方定律也被確認了。皇家學會對馬斯基林的研究表示欣賞，並將1775年的科普利獎章授予馬斯基林；傳記家亞歷山大·查爾摩斯（Alexander Chalmers）寫道：“如果還有任何對牛頓系統真實性的懷疑，那麼它們現在全部都被除去了。”

### 勘測
勘測隊伍的工作進度，被持續惡劣的天氣大幅延誤，直至1776年才完成勘測。為找出山的體積，計算時需要把山分成一組垂直的柱體，然後計算每一個柱體的體積。三角測量的工作由赫頓負責，而這是一項工作量很大的測量：勘測員需要在山的周圍，超過一千個點上，一共量出數以千計的方位角。此外，計算用柱體的頂點，並不一定會便利地落在勘測的高度上。為了理解全部數據，他決定使用內插法，在各測量值間放置一系列的線，線之間的高度差固定，線上的點都位於等高的位置。這樣做的話，他不但可以簡單地判定柱體的高度，而且能從線的迴旋度立刻得知地形的形式。就是這樣，赫頓首創了等高線，從那時起這項發明就廣泛應用於地形圖的繪製四。
| 赫頓的太陽系密度表 | 赫頓的太陽系密度表 | 赫頓的太陽系密度表 |
| 天體               | 密度（kg·m−3）     | 密度（kg·m−3）     |
| 天體               | 1778年赫頓         | 現代值             |
| ------------------ | ------------------ | ------------------ |
| 太陽               | 1,100              | 1,408              |
| 水星               | 9,200              | 5,427              |
| 金星               | 5,800              | 5,204              |
| 地球               | 4,500              | 5,515              |
| 月球               | 3,100              | 3,340              |
| 火星               | 3,300              | 3,934              |
| 木星               | 1,100              | 1,326              |
| 土星               | 410                | 687                |

赫頓必須計算出眾多格子上每一個柱體所造成的個別引力作用，而這項計算的工作量，跟勘測本身相差無幾。在測量完成後，這項工作再花了他兩年的時間，才能發表實驗結果，最後他在1778年向皇家學會提交了一份一百頁的報告論文。假設地球與榭赫倫山的平均密度一致，他發現地球對鉛錘的吸引力，比在南北觀測站所得的吸引力和，要大9,933倍。在考慮過緯度對地球引力的影響後，實際的擺偏角11.6"對應的比值為17,804:1 ，由於擺偏角的值為實驗值，所以赫頓能夠寫下，地球的密度值為榭赫倫山的{\displaystyle {\tfrac {17,804}{9,933}}}倍，或約{\displaystyle {\tfrac {9}{5}}}倍。因此漫長的勘測過程，並沒有太大地影響馬斯基林的計算結果。赫頓取榭赫倫山的密度值為2,500 kg·m−3，並宣佈地球的密度值為它的{\displaystyle {\tfrac {9}{5}}}倍，即4,500 kg·m−3。對比現在所採納的數值，5,515 kg·m−3，當時地球密度值的誤差小於20%。
由於地球的平均密度，比表面的石塊的密度要大得多，因此這很自然地意味着，地球的內部埋藏着密度更高的材質。赫頓正確地推測出，核心物質很有可能是金屬，密度值為10,000 kg·m−3。他估算出這金屬部份，大概佔地球直徑的65%。有了地球平均密度的數值，再加上熱羅姆·拉朗德的行星天文表，赫頓能夠計算出太陽系內各天體的密度值（見右表），而在這之前，有的只是各天體密度間的相對比值。

## 實驗重新操作
在榭赫倫實驗後的24年後，出現了一種更直接且更準確的方法，來量度地球的平均密度，亨利·卡文迪什於1798年用一個靈敏度極高的扭秤，來量度兩個大鉛球間的引力作用。卡文迪什得出的數值為5,448 ± 0.033 kg·m−3五，跟現代數值的5,515 kg·m−3，只差1.2%，數值自卡文迪什後一直沒有太大的改進，這個狀況要到1895年才由查理斯·博伊斯（Charles Boys）改變。卡文迪什進行實驗時的用心，與實驗的準確度，使得他的名字一開始就跟這項實驗聯繫了起來。
約翰·普萊費爾於1811年對榭赫倫山進行了第二次勘測：基於他對那兒石地層的新認知，於是他提出地球的密度值應在4,560至4,870 kg·m−3之間，但當時年邁的赫頓在1821年一份提交皇家學會的論文中，還堅決地為自己的原數值辯護。而普雷費爾的計算，使密度值更接近現代的數值，但是仍然太低，而且還比十多年前卡文迪什的數值要差得多。

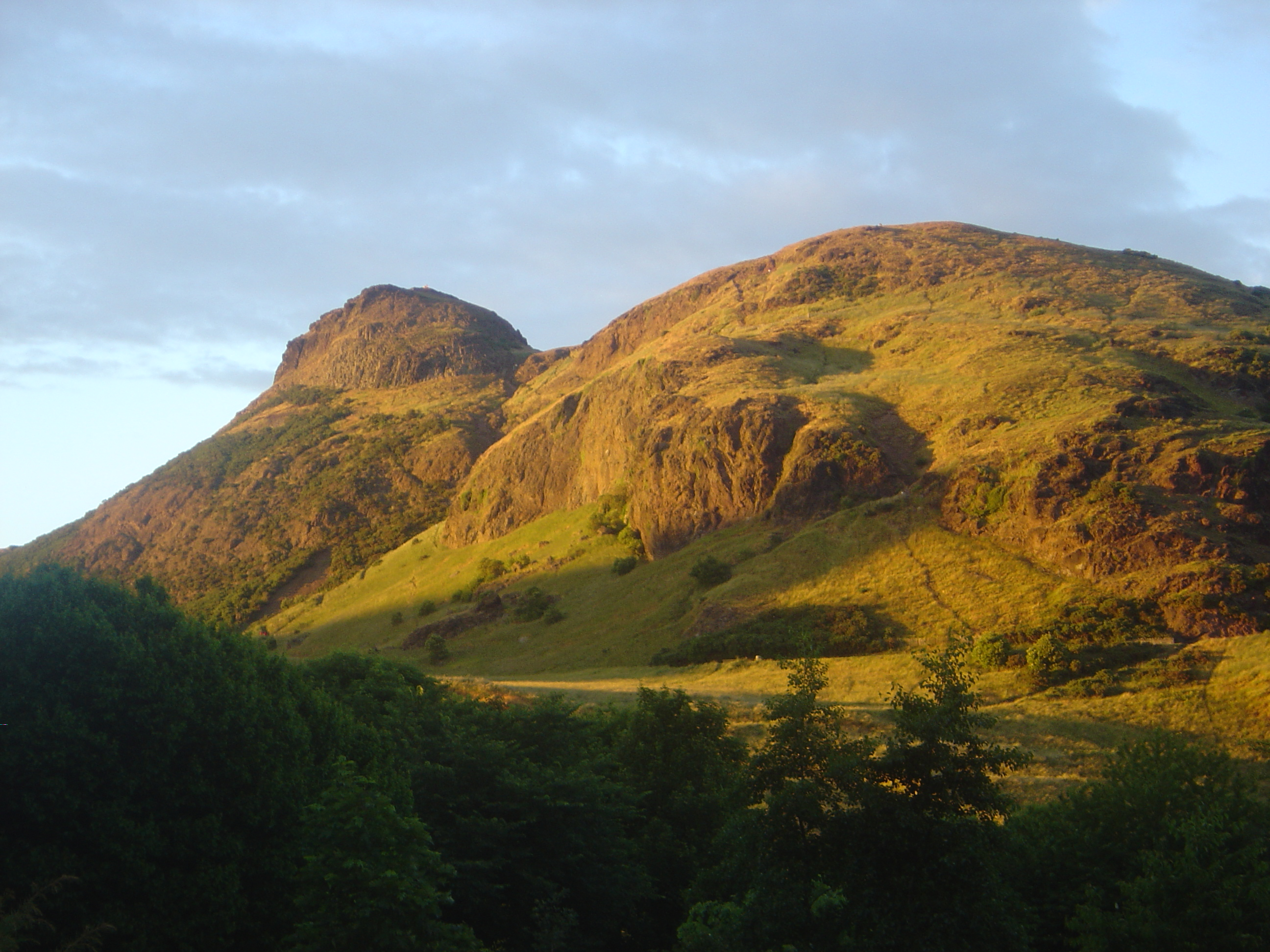
位於愛丁堡的亞瑟王寶座峰，是亨利·詹姆斯在1856年的實驗場所。

亨利·詹姆斯於1856年重做了榭赫倫實驗，他是當時英國地形測量局的局長，而實驗地則改在愛丁堡中央的亞瑟王寶座峰（Arthur's seat）。運用測量局的資源，詹姆斯把他的測量範圍擴大至半徑21公里，到達中洛錫安的邊界。而他得出的地球密度數值為5,300 kg·m−3。
而2005年進行的一次實驗，與1774年的實驗有些許不同：該實驗不再測量天頂的當地觀測差，而測量擺在榭赫倫山上及山下時的週期差，實驗能非常準確地測量到這一點。而擺的週期則是g的函數，g是當地的重力加速度。雖然擺在海拔高時速度會較慢，但是山的質量會使這個差減少。相以之下，這個實驗的優點是，進行起來要比1774年的簡單得多，但是還是能夠得到所需的準確度，不過就需要把擺的週期量度至其一百萬分之一。而這項實驗得到地球質量值為8.1 ± 2.4×1024 kg，其對應平均密度值為7,500 ± 1,900 kg·m−3六。
如果用現代方法來重新研究地球物理數據，就可以顧及到1774年實驗隊伍所未能考慮的因素。由於有了直徑120公里的數字地面模型，所以對榭赫倫山的地質知識也被大幅改進，再加上電腦帶來的好處，2007年的一份報告得出的地球平均密度值為5,480 ± 250 kg·m−3。當與現代值的5,515 kg·m−3比較，再比較2007年的數值，就可見當年馬斯基林天文測量的準確度之高。

## 數學步驟

榭赫倫實驗的力圖。

榭赫倫實驗的力圖如右，其中偏角被大幅度誇大。分析時只考慮山一邊的吸引力，這樣分析會簡單得多。設山的質量及密度分別為MM及ρM，其質心則為P，一質量為m的鉛錘，被置於離P點距離為d的地方。由於山的吸引力F，鉛錘輕微向P偏移，擺繩與垂直向地的重量W間的角度，為小偏角θ。W及F的向量和，構成擺繩中的張力T。又設地球的質量為ME，半徑為rE及密度為ρE。
作用於鉛錘的兩股引力，可由牛頓萬有引力定律求得：
{\displaystyle F={\frac {GmM_{M}}{d^{2}}},\quad W={\frac {GmM_{E}}{r_{E}^{2}}}}
其中G為牛頓萬有引力常數。取F及W間的比值，此時G及m會被除去：
{\displaystyle {\frac {F}{W}}={\frac {(GmM_{M})/d^{2}}{(GmM_{E})/r_{E}^{2}}}={\frac {M_{M}}{M_{E}}}{\left({\frac {r_{E}}{d}}\right)}^{2}={\frac {\rho _{M}}{\rho _{E}}}{\frac {V_{M}}{V_{E}}}{\left({\frac {r_{E}}{d}}\right)}^{2}}
其中VM及VE為山及地球的體積。在靜力平衡下，擺繩張力的垂直及水平分量，可由引力及偏角θ表示：
{\displaystyle W=T\cos \theta ,\quad F=T\sin \theta }
代入T，得：
{\displaystyle \tan \theta ={\frac {F}{W}}={\frac {\rho _{M}}{\rho _{E}}}{\frac {V_{M}}{V_{E}}}{\left({\frac {r_{E}}{d}}\right)}^{2}}
其中已知VE、VM、d 和rE，而實驗測量了θ，於是代入各數值，可用下式計算出ρE : ρM 的值：
{\displaystyle {\frac {\rho _{E}}{\rho _{M}}}={\frac {V_{M}}{V_{E}}}{\left({\frac {r_{E}}{d}}\right)}^{2}{\frac {1}{\tan \theta }}}
在1774年實驗中，使用了南北觀測站，其數學分析仍與上面的單邊分析相近。在雙邊時，可將{\displaystyle \tan \theta } 的表達式寫兩次：一次為北站的{\displaystyle \theta _{N}}，一次為南站的{\displaystyle \theta _{S}}，兩式相加後使用小角近似（{\displaystyle \tan \theta \sim \theta }），整理右方可得：
{\displaystyle \theta _{N}+\theta _{S}={\frac {r^{2}}{GM_{E}}}(F_{N}+F_{S})}
代入{\displaystyle M_{E}={\tfrac {4}{3}}\rho _{E}\pi r_{E}^{3}}（地球半徑當時是已知的），得
{\displaystyle \rho _{E}={\frac {3(F_{N}+F_{S})}{4\pi rG(\theta _{N}+\theta _{S})}}}
其中{\displaystyle {\tfrac {F_{N}+F_{J}}{G}}}由勘測所得，附上引力常數的原因是當時並未有這個概念。